# Lotyšský fotbalový šampionát 1925
Pátý ročník Latvijas čempionāts futbolā (Lotyšský fotbalový šampionát) se hrál za účastí šesti klubů.
Šest klubů byli v jedné skupině a hrálo se systémem každý s každým. Titul získal podruhé za sebou Riga FK.